# Guapirama
Guapirama é um município brasileiro do estado do Paraná.

## Etimologia
"Guapirama" é um termo proveniente da língua tupi, significando "guapira promissora" ("guapira" designa o lugar onde começa um vale"). A denominação foi sugerida pelo deputado estadual Antônio Custódio de Lima, em 1947.

## História
A primeira denominação do atual município de Guapirama foi Barra do Cinzas, pequeno povoado erguido por Daniel Dias a partir de 1910, em terras do senhor Marins de Camargo, irmão do Presidente do Estado do Paraná, Affonso Alves de Camargo que como advogado foi o responsável pela divisão judicial da Fazenda Jaboticabal da Barra Grande. O pioneiro Daniel Dias trouxe para aquela região de terras inóspitas, além de uma família, mais as de Euzébio Euclides Batista, Francisco Martins, Romão Alves Pedroso, Angelina Camilo, João Pedroso e outros.
Em 1910 as terras de Barra do Cinzas pertenciam ainda ao Município de Jacarezinho e em 1914 passaria à Santo Antonio da Platina. A Fazenda Jaboticabal da Barra Grande foi loteada e suas terras deram origem aos atuais municípios de Guapirama, Joaquim Távora e Quatiguá. Em 1917, a malária quase dizimou o povoado de Barra do Cinzas, afetando principalmente uma tribo indígena que morava nas proximidades.
Desanimado diante da situação apresentada, Daniel Dias e mais algumas famílias mudaram-se de Barra do Cinzas e fundaram nova povoação, desta vez em área de vinte alqueires, doados por João Moreci, dono da Fazenda Jaboticabal da Barra Grande. Este patrimônio passou a chamar-se Barra Grande, ao passo que o antigo povoado era conhecido por Barra Velha. Daniel Dias foi o principal povoador da localidade, que teve área aumentada em dez alqueires, cedidos por dona Cristiana, uma benfeitora do lugar que, juntamente com José Custódio, rezou o primeiro "terço" da localidade, quando a comunidade compareceu e permaneceu em pé, embaixo de frondosa árvore.
Os pioneiros de Barra Grande foram: Jacó Sartori, Ramiro Gonçalves Sebastião, Reguiné Gonçalves. Alves Sebastião, Maria José Gonçalves, Francisca Fermina, Joaquim Vieira dos Santos, Adão Oliveira, Joaquim Teodor de Mello, Sebastião Vida, José Euclides Machado, Joaquim Fermino, Alexandre Nassar, João Vida Leal, João Messias Rodrigues, João Pedroso, José Cipriano Machado, Ezídio Soares, Paulo Castilho, Joaquim Rodrigues Silva e tantos outros.
A primeira capela foi feita em "taipa" por João Pedroso, sendo posteriormente substituída por outra, melhor, de madeira e coberta de telhas. Nesta igreja o Frei Belindo rezou a primeira missa de Barra Grande.
Em 1929, o senhor Herculano Chaves Madureira, morador de Barra Grande, elegeu-se vereador no município de Santo Antonio da Platina, representando o distrito de Afonso Camargo (atualmente Joaquim Távora), a quem o povoado estava jurisdicionado.
Em 10 de outubro de 1947, pela Lei Estadual nº 2, O núcleo é elevado à categoria de Distrito Judiciário no município de Joaquim Távora, passando a se chamar Guapirama. Com o passar do tempo, Daniel Dias e outras famílias pioneiras mudam-se dali, o que causou profundo golpe na vida social e econômica de Guapirama. visto a liderança exercida pelo pioneiro.
No dia 29 de setembro de 1962, foi inaugurado o sistema de energia elétrica em Guapirama, dando forte impulso à localidade. Pela Lei Estadual na 4 842, de 2 de março de 1964, foi criado o município de Guapirama, com território desmembrado do município de Joaquim Távora. A instalação deu-se no dia 19 de dezembro de 1964.
O primeiro prefeito municipal foi Romeu Gonçalves, tendo, como vice, Massatoshi Shiguematu. A Câmara Municipal tinha a seguinte composição: Estefano Bubna, Shigueto Nara, Orivaldo Gonçalves Sebastião, Benedito Emílio Rodrigues, Sebastião Rodrigues de Almeida, Arzeu Xavier Dias dos Reis, Egídio Tobias da Silva, Laércio Prado Lima e Orlando Carneiro de Mello.
Nesta ocasião, participaram, da solenidade de instalação do município, as seguintes personalidades: senhor Teodorico Gomes de Oliveira, Dalton Frederico de Mello, José Bueno Mendes (prefeito de Joaquim Távora), Rolim Gonçalves (prefeito de Jundiaí do Sul), Herculano Chaves Madureira (presidente da Câmara Municipal de Joaquim Távora), Joaquim Vieira dos Santos, professor Takeishi Nara (chefe da colônia japonesa) e Ari Neia. Historicamente, a colônia japonesa contribuiu soberbamente para o desenvolvimento social, cultural e econômico do município de Guapirama.

## Geografia
Possui uma área é de 189,100 km² representando 0,0949 % do estado, 0,0336 % da região e 0,0022 % de todo o território brasileiro. Localiza-se a uma latitude 23°30'57" sul e a uma longitude 50°02'24" oeste, estando a uma altitude de 520 m. Sua população, conforme estimativas do IBGE de 2020, era de 3 784 habitantes.

## Demografia

### Dados do Censo - 2010
População total: 3.886
- Urbana: 2.904
- Rural: 982
- Homens: 1.929
- Mulheres: 1.957

Índice de Desenvolvimento Humano (IDH-M): 0,747
- IDH-M Renda: 0,645
- IDH-M Longevidade: 0,766
- IDH-M Educação: 0,831

## Educação
- O Colégio Estadual David Carneiro é o único colégio de Ensino Médio do município. Possui cerca de 700 alunos[carece de fontes?] da zona urbana e rural, é estadual e se destaca entre os colégio públicos da região pela notável quantidade de seus alunos aprovados nos vestibulares. O colégio além da grade curricular normal, possui várias outras atividades extra-curriculares, como apresentações de peças teatrais e a já tradicional "Fanfarra do Colégio David Carneiro".
- A escola Municipal São Roque é a única do município que oferece o ensino de 1ª a 4ª série, possui cerca de 500 alunos[carece de fontes?] tanto da área rural, quanto da urbana. A Escola Municipal São Roque foi a primeira do norte pioneiro que implantou na grade curricular a língua Inglesa. A Escola possui sua própria fanfarra e se destacou na última edição da Provinha Brasil onde os alunos conquistaram a segunda maior média da região do Norte Pioneiro, ficando atrás apenas do Colégio Municipal da Cidade de Jaboti.

Na sede dessa escola funciona também o projeto de educação de jovens e adultos do programa do governo estadual, que visa a acabar com o analfabetismo no Estado.

## Cultura

### Indígena
Em relação à cultura indígena, existe no município vizinho uma das maiores aldeias do Paraná. O Pinhalzinho é uma gleba indígena administrado pela FUNAI, onde moram dezenas de famílias que sobrevivem de agricultura de subsistência e artesanatos. Os jovens da aldeia possuem grande interesse desportivo, sobretudo em relação ao futebol, que já os consagraram em diversos torneios municipais e regionais. Alguns dos índios ainda preservam as tradições guaranis, como idioma, religiosidade, e culinária.

### Oriental
Além da Chácara Buda, principal ponto turístico do município, a cultura oriental conta com a tradicional Colônia Japonesa (nipônica). São realizados anualmente o tradicional Yakissoba, um grande almoço com comida típica japonesa. São também realizados torneios de beisebol e concurso de canto de música japonesa.

## Religião
O município possui uma população predominantemente católica, contando também com uma minoria protestante e cristianismo de fronteira. Além do fundamentalismo cristão predominante, existem alguns cultos e costumes místicos assim como religiões não-cristãs que se sincretizam entre si, formando então uma rica diversidade religiosa.

## Esporte
- Futsal e futebol: em janeiro e em julho, são organizados os campeonatos regional e/ou municipal de futsal onde a rivalidade entre as equipes é muito grande.
- Beisebol: Guapirama possui o único campo de beisebol do Norte Pioneiro do Paraná, e um dos poucos em todo o estado. Apesar de possuir o campo, o município não possui um time oficial praticante do esporte. É administrado pela Colônia Japonesa do município e recebe anualmente campeonatos que contam com a presença de diversas celebridades estaduais e nacionais do esporte.

## Administração
- Prefeito: Edui Gonçãlves (2021/2024)
- Vice-prefeito: Einazibe Ursolino de Lima
- Presidente da câmara: Marcelo Fernandes Rodrigues (2021/2022)